# Manuel Alberti (Buenos Aires)
Manuel Alberti is een plaats in het Argentijnse bestuurlijke gebied Pilar in de provincie Buenos Aires. De plaats telt 62.243 inwoners.